# 1149

## Събития
- Край на Вторият кръстоносен поход.